# Quận Beaver, Utah
Quận Beaver là một quận nằm trong tiểu bang Utah, Hoa Kỳ. Đến năm 2000 dân số quận là 6.005, tăng 26% so với con số năm 1990 của 4.765. Đến năm 2005 dân số ước tính khoảng 6.204. Nó được đặt tên do sự phong phú của hải ly trong khu vực. Quận lỵ và thành phố lớn nhất của nó là Beaver. 6